# 科羅普西卡斯塔里齊亞湖
科羅普西卡斯塔里齊亞湖（烏克蘭語：Коропська стариця），是烏克蘭的湖泊，位於該國北部切爾尼戈夫州，處於傑斯納河左岸，長6公里、寬0.8公里，面積0.5平方公里，最大水深3米。